# Wolstenholmes sats
Inom matematiken är Wolstenholmes sats ett resultat som säger att för alla primtal p > 3 gäller kongruensen:
{\displaystyle {2p-1 \choose p-1}\equiv 1{\pmod {p^{3}}}.}
En ekvivalent formulering är kongruensen:
{\displaystyle {ap \choose bp}\equiv {a \choose b}{\pmod {p^{3}}}.}
Satsen bevisades av Joseph Wolstenholme 1862.